# Regalbuto
Regalbuto (Regarbutu in siciliano) è un comune italiano di 6 590 abitanti del libero consorzio comunale di Enna in Sicilia.

## Geografia fisica

### Territorio
Regalbuto sorge su una collina a 525 m s.l.m. Il comune di Regalbuto confina a nord con Troina, ad ovest con Gagliano Castelferrato ed Agira, ad est con il territorio dei comuni di Centuripe e Randazzo, mentre a sud confina con Catenanuova. Dista circa 15 km dallo svincolo autostradale di Catenanuova al km 156+800 dell'autostrada A19 Palermo-Catania.

## Storia
Questa città che Plinio annovera fra quelle soggette a pagare lo stipendium (chiamate perciò stipendiarie) a Roma, Tolomeo la pone tra Agira, Centuripe e Mineo. Alcuni anzi ritengono che da essa abbia avuto origine Regalbuto. Ma checché ne sia di queste localizzazioni, che soltanto i rilevamenti sicuri potrebbero fare uscire dal campo delle ipotesi, è storicamente certo che Regalbuto non si riallaccia né con Ergezio, né con Amaselo, la quale non sembra essere stata ricostruita dopo la sua distruzione. Regalbuto nacque in epoca musulmana; fu un casale (in arabo, forse, Bayt) formatasi alla prima stazione (arabo Raḥl) sulla strada Catania-Palermo, dove ne derivò il nome di Raḥl bayt, cioè "stazione del Casale".
Gli abitanti erano tutti saraceni, come dice esplicitamente il Conte Ruggero nella denominazione al Vescovo di Messina (1090), che detiene ancora oggi, custodendo la tradizione storica ad esso legata, il titolo di Conte di Regalbuto, e riscuote un censo, gravante su molte fonti, derivate dall'antica decima. Il Conte stabiliva pure che "Butah" (ossia Bayt) anche ecclesiasticamente facesse parte della diocesi di Messina, quantunque si trovasse nel territorio della diocesi di Catania:
Quest'ultima volontà, però, non fu adempiuta: Regalbuto dipese sempre da Catania, e solo nel 1556 il papa Paolo IV concesse al Presule di Messina il privilegio di fare uso delle prerogative di un Vescovo giurisdizionale durante la sua permanenza a Regalbuto. Il paesetto era allora sul declivio della contrada Monte; sulla sommità fu costruita la fortezza, sulle cui rovine venne eretta la chiesa di San Calogero (oggi un rudere), che dà il nome al monte (i ruderi della chiesa hanno l'aspetto di una torre mozzata, che è caratteristica del panorama di Regalbuto). Alcune scritture conservate nell'archivio della Matrice affermano che essa sia stata la prima Chiesa Madre del paese, edificata e dotata dal re Manfredi di Sicilia. I suoi procuratori intrapresero nel 1700 una vivace lite giudiziaria contro il vescovo di Catania per sottrarre la chiesa alla sua giurisdizione ritenendola cappella palatina, dipendente quindi dal Cappellano Maggiore.
Per la sua fedeltà a Manfredi, Regalbuto fu distrutta nel 1261 dai centuripini che si erano ribellati allo Svevo. L'anno dopo Regalbuto venne ricostruita, dove sorge adesso, sul versante occidentale del monte S. Calogero e sul dorso che si protende a nord-est. I centuripini dovettero cedere, come risarcimento danni, i vasti territori di Sisto e Criscionà. Frattanto, anche a Regalbuto, si verificava il progressivo allontanamento dei musulmani, che lasciavano la Sicilia, e il continuo arrivo dei cristiani, i quali eressero la loro prima Chiesa dedicata al Crocifisso (ancora efficiente fino ai principi del XX secolo). Cresciuti con l'afflusso di centuripini, dopo la definitiva distruzione della loro città ad opera degli Angioini, i cristiani eressero la prima chiesa parrocchiale alla Madonna dell'Aiuto (S. Maria dell'Auxilio che è rimasta l'emblema della città), forse sul posto ove nel XV secolo gli Agostiniani costruirono il loro convento con l'ampia chiesa dedicata appunto alla Patrona.

### Simboli
Lo stemma è stato riconosciuto con D.P.C.M. del 29 dicembre 1953.
Il gonfalone, concesso con D.P.R. del 26 settembre 1954, è un drappo partito di azzurro e di bianco.

## Monumenti e luoghi d'interesse

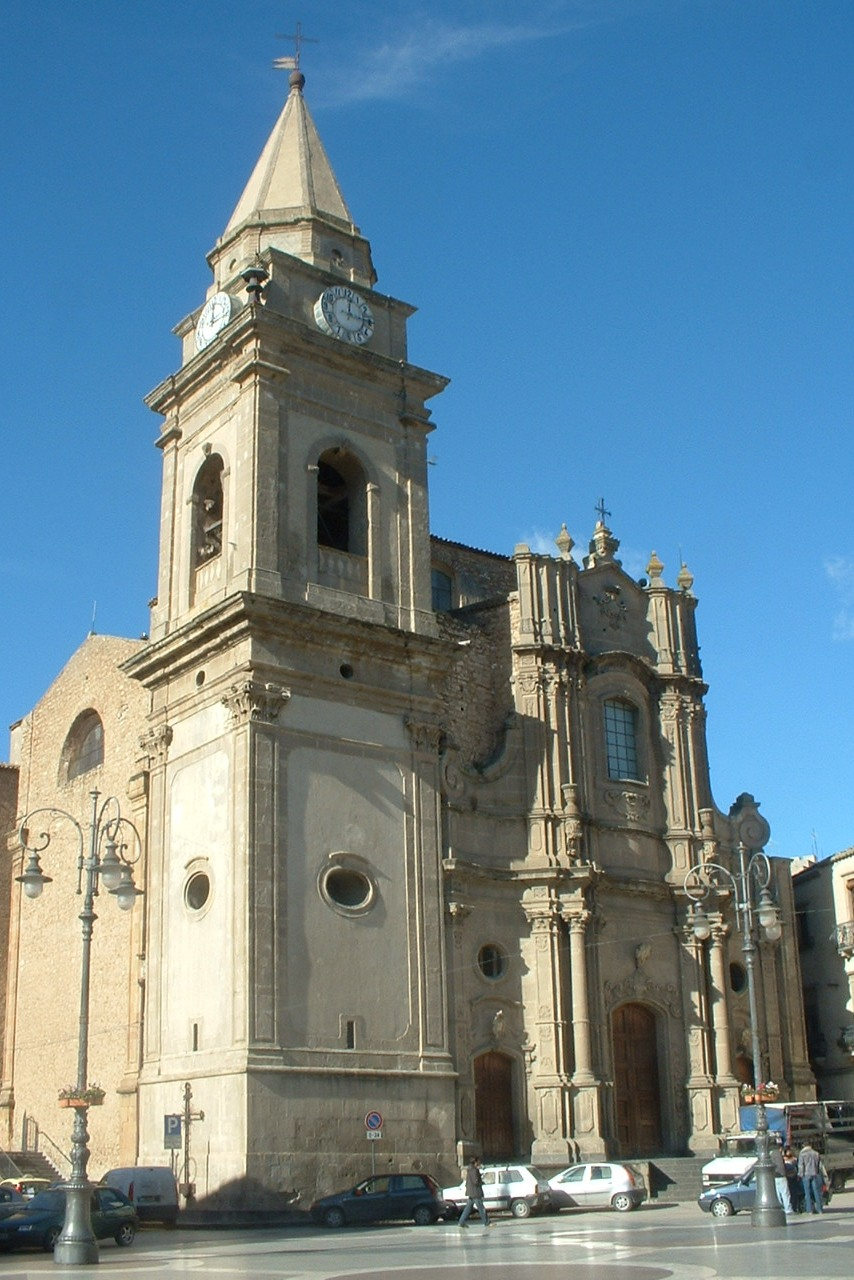
Chiesa madre di San Basilio

- Chiesa madre di San Basilio: di tipo basilicale, edificata nel XVI secolo ma modificata varie volte fino al completamento nel XVIII secolo. All’interno sono degni di nota l’organo, il maestoso altare laterale di San Vito, ricco di marmi policromi, con una statua lignea del santo da cui prende il nome, l’altare del SS. Sacramento ed il quadro ottocentesco del Sacro Cuore. Tra le cinque tele sugli altri altari minori, spiccano quelle di San Basilio e degli Apostoli Pietro e Paolo. Di grande valore artistico i quadri della via Crucis. Il pavimento di marmi policromi, che formano vasti disegni geometrici è del 1886.

## Società

### Evoluzione demografica
Abitanti censiti

## Economia
Il settore primario è caratterizzato da un'agricoltura prevalentemente cerealicola, coltivazioni olivicole ed agrumicole; la zootecnia è concentrata sull'allevamento di bovini, ovini e caprini da latte. Nel settore secondario fiorente è l'attività di lavorazione della plastica con stabilimenti che si occupano della produzione di attrezzature subacquee, tubi in polietilene per l'irrigazione, supporti per installazioni elettriche, prodotti per l'antinfortunistica; nel recente passato inoltre si è ben avviata la produzione locale di ceramiche e l'attività della decorazione a mano delle stesse. Per quel che concerne il settore terziario Regalbuto è sede della Banca di Credito Cooperativo La Riscossa di Regalbuto, che conta 11 filiali ed agenzie dentro e fuori dai confini provinciali; è in fase di realizzazione sul territorio del comune un impianto per la produzione di energia eolica costituito da 20 aerogeneratori per una potenza complessiva di 50 MW che si stima possa produrre 75000 MWh di energia ogni anno.

## Manifestazioni

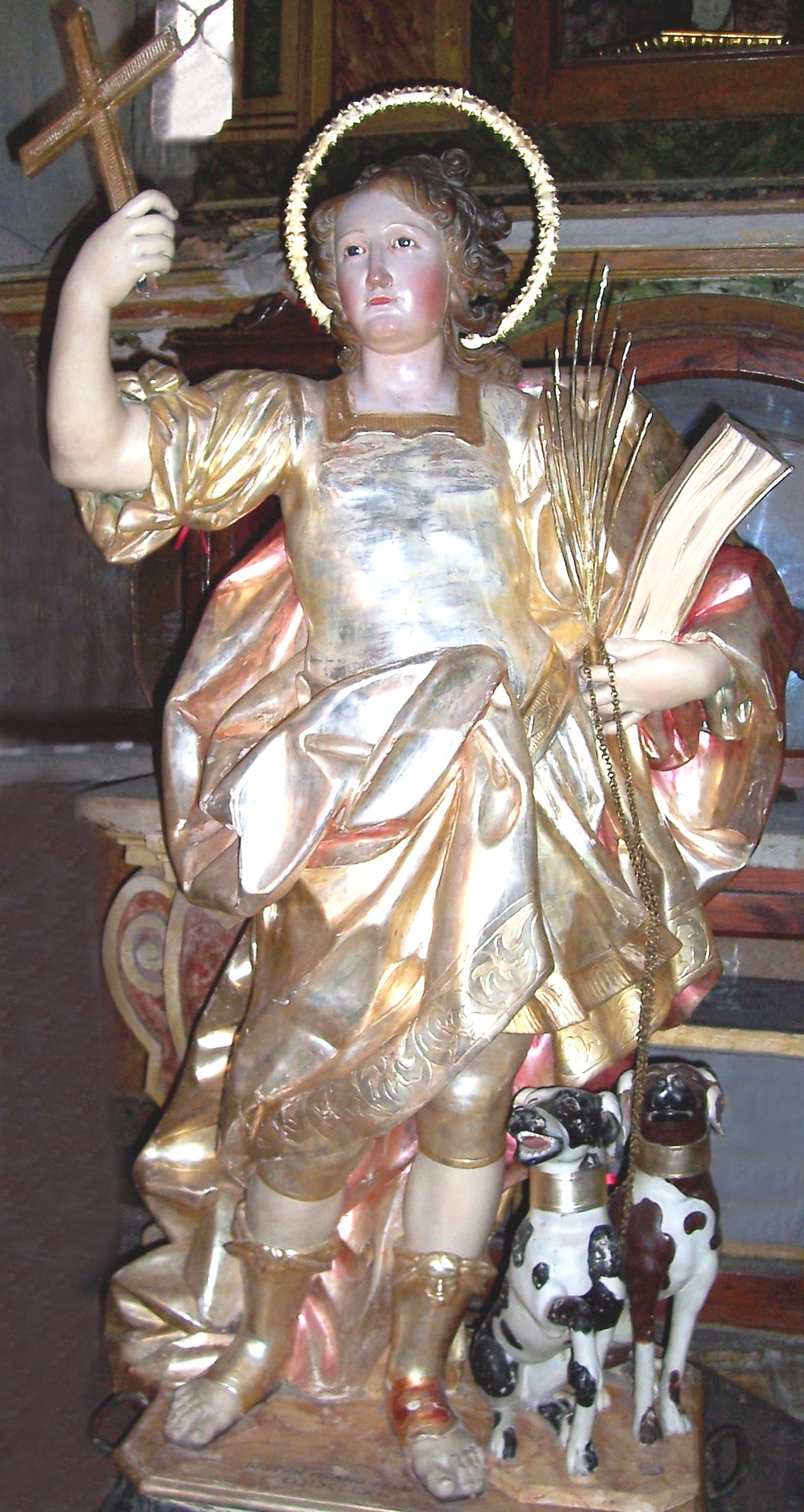
San Vito martire patrono di Regalbuto, venerato nella Chiesa Madre. Statua lignea del 1790, autore Giuseppe Picano. - festa 11 agosto

Particolarmente sentita è la festa patronale che si svolge in cinque giorni, dal sette all'undici agosto, la festa di San Vito Martire, che comprende la processione dell'alloro che si svolge l'otto agosto.
Un altro appuntamento di rilievo è il Raduno del Cavallo, il quale si svolge nei primi di maggio di ogni anno lungo le rive del lago Pozzillo nei pressi della Cittadella dello Sport e vede la partecipazione di numerosi cavalieri come avveniva due millenni fa, come ricorda Diodoro Siculo parlando nelle sue opere delle gare di cavalli che si facevano nella "Piana di Egirio" in onore di Eracle, dove oggi sorge il lago Pozzillo.
Si svolge inoltre il Carnevale di Regalbuto, manifestazione tra le più importanti della provincia e della regione, che vede la partecipazione di migliaia tra maschere a gruppo e singole.

## Amministrazione
Di seguito è presentata una tabella relativa alle amministrazioni che si sono succedute in questo comune.
| Periodo          | Periodo        | Primo cittadino              | Partito                                          | Carica  | Note  |
| ---------------- | -------------- | ---------------------------- | ------------------------------------------------ | ------- | ----- |
| 21 giugno 1988   | 8 giugno 1993  | Vito Felici                  | Democrazia Cristiana                             | Sindaco | [ 9 ] |
| 8 giugno 1993    | 1º aprile 1997 | Salvatore Bova               | Partito Democratico della Sinistra               | Sindaco | [ 9 ] |
| 1º dicembre 1997 | 28 maggio 2002 | Giuseppe Nunzio Scornavacche | L'Ulivo                                          | Sindaco | [ 9 ] |
| 28 maggio 2002   | 15 maggio 2007 | Giuseppe Nunzio Scornavacche | centro-sinistra                                  | Sindaco | [ 9 ] |
| 15 maggio 2007   | 8 maggio 2012  | Gaetano Punzi                | centro                                           | Sindaco | [ 9 ] |
| 8 maggio 2012    | 12 giugno 2017 | Francesco Bivona             |                                                  | Sindaco | [ 9 ] |
| 12 giugno 2017   | 12 giugno 2022 | Francesco Bivona             | lista civica: avanti Bivona sindaco              | Sindaco | [ 9 ] |
| 15 giugno 2022   | in carica      | Angelo Longo                 | lista civica: Angelo Longo Sindaco Noi Ci SiAmo! | Sindaco | [ 9 ] |

## Sport
Sono presenti le seguenti società sportive dilettantistiche:
- La A.S.D. Regalbuto Calcio a 5 svolge l'attività calcio a cinque, disputa il campionato di serie A2 maschile nazionale, partecipa a tutte le attività giovanili e gestisce una scuola calcio a 5 per bambini di età compresa tra i 6 e i 12 anni.
- La A.P.D. Rahal Buthai svolge l'attività di calcio a cinque.
- La A.S.D. Basket Regalbuto partecipa al campionato di serie D e svolge attività giovanili in ambito pallacanestro.
- La Twirling Regalbuto A.S.D. partecipa al campionato italiano di serie B e C1 e svolge attività giovanili in ambito di ginnastica e di twirling.

## Galleria d'immagini

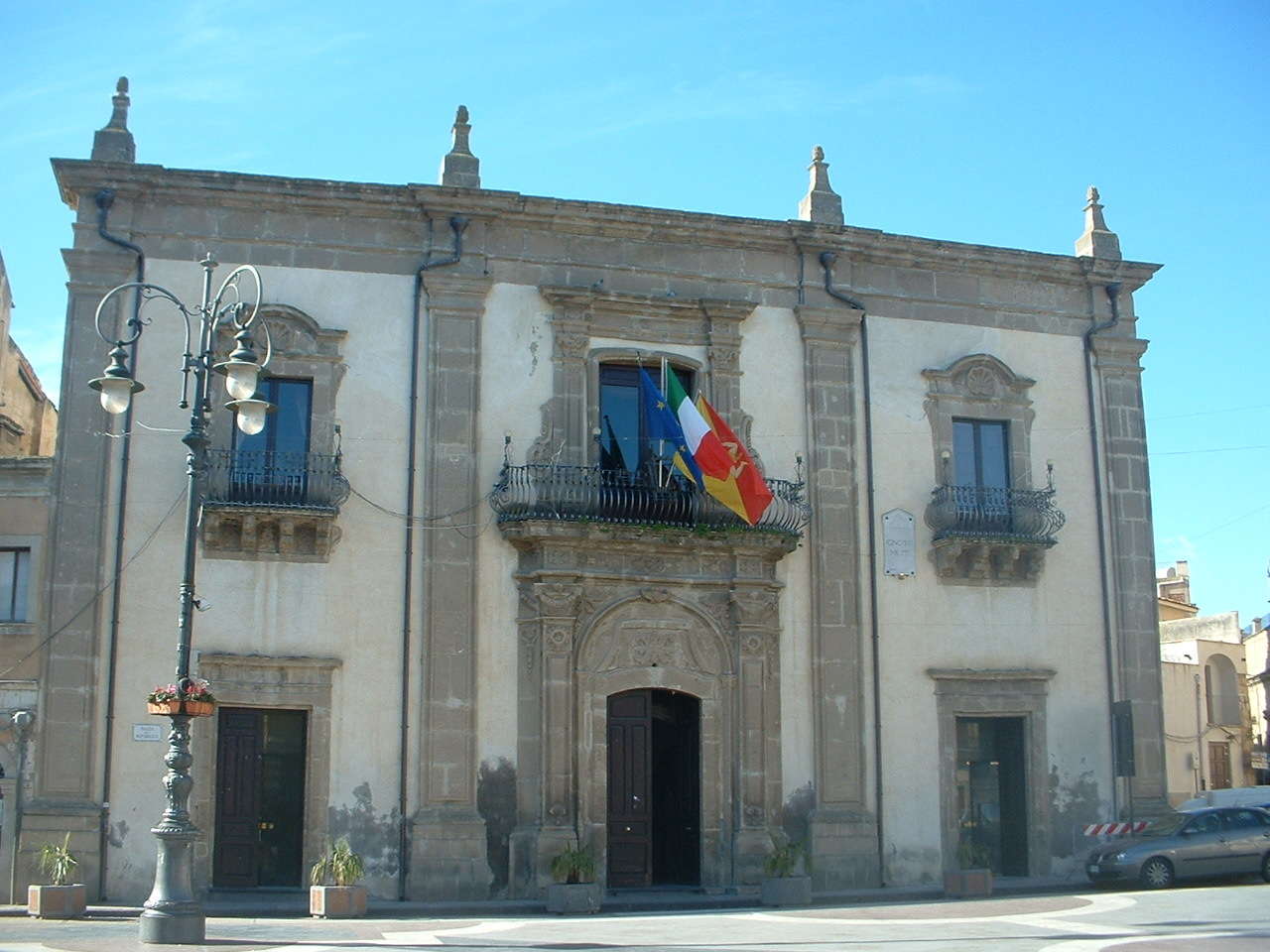
Municipio
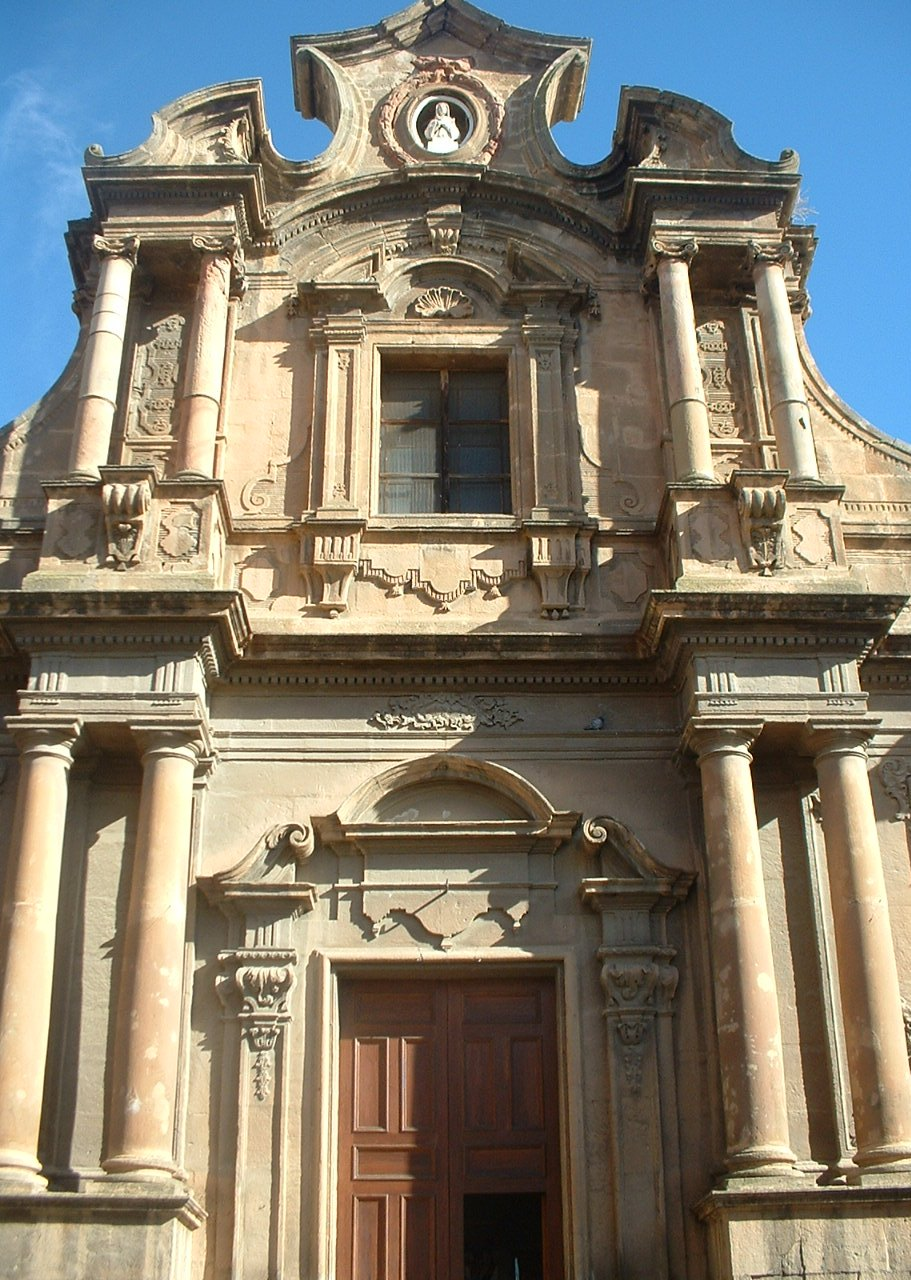
Chiesa Maria SS. della Croce
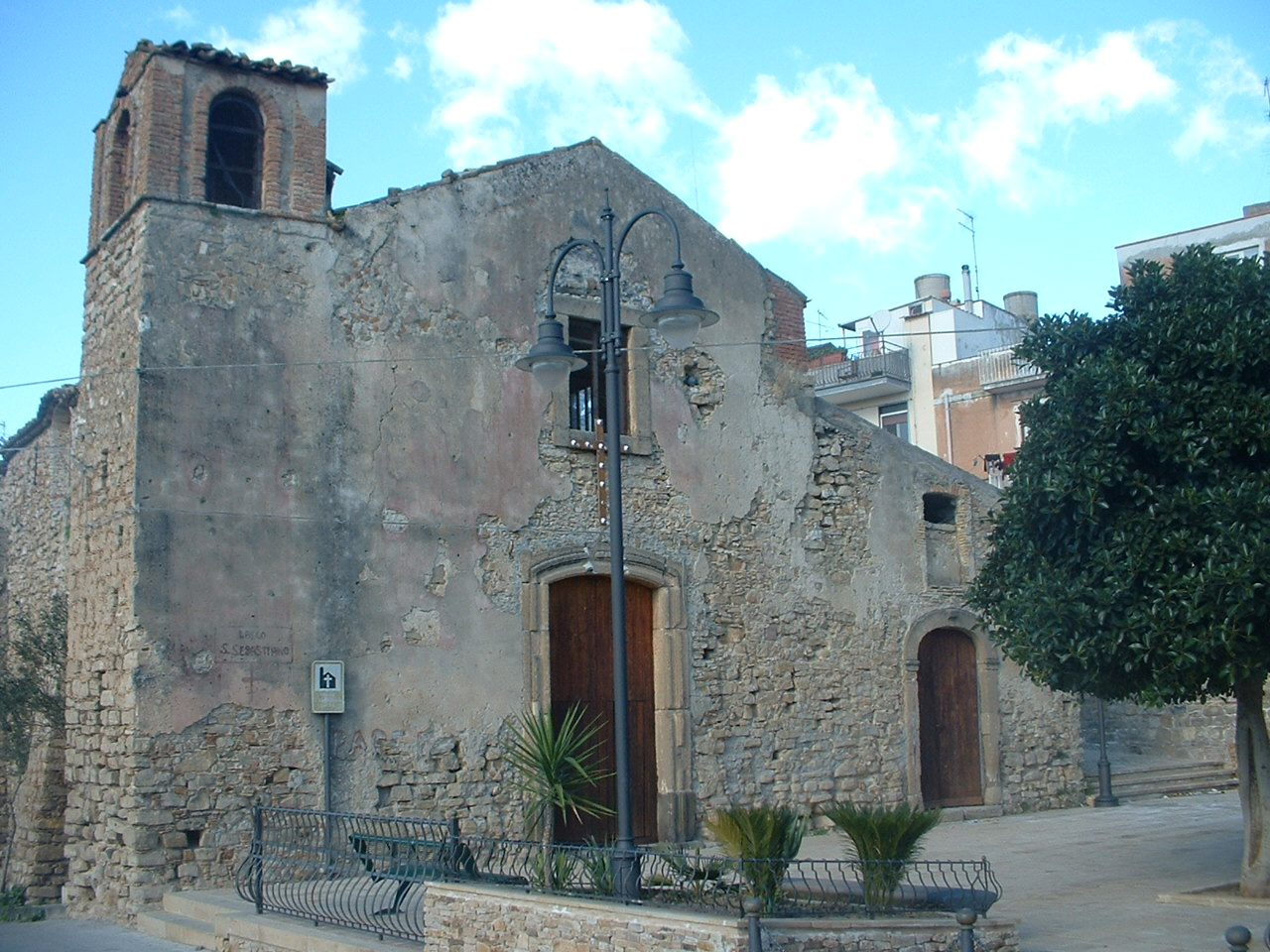
Chiesa San Sebastiano
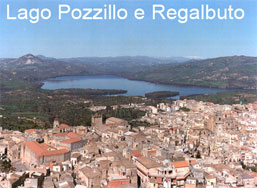
Parte del centro abitato di Regalbuto e lago di Pozzillo
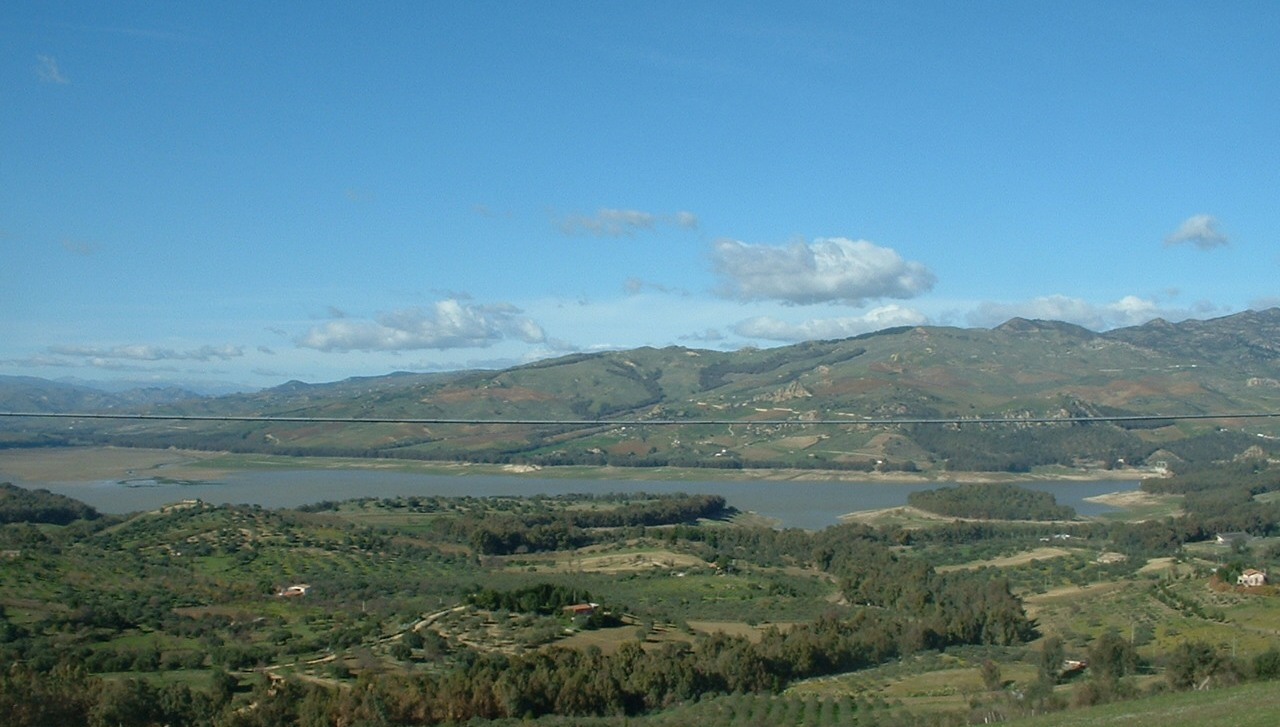
Il lago di Pozzillo